# Wang Qiang (sciatore)
Wang Qiang (王强S, Wáng QiángP; Shuangfeng, 23 aprile 1993) è un fondista cinese.

## Biografia
Attivo dal dicembre del 2010, Wang Qiang ha esordito in Coppa del Mondo il 24 novembre 2017 nella sprint di Kuusamo (110º), ai Campionati mondiali a Seefeld in Tirol 2019, dove si è classificato 72º nella 15 km, 28º nella sprint, 13º nella staffetta e 21º nella sprint a squadre, e ai Giochi olimpici invernali a Pyeongchang 2018, dove si è piazzato 55º nella 50 km, 64º nello skiathlon, 63º nella sprint, 24º nella sprint a squadre ed è stato squalificato nella 15 km. Ai XXIV Giochi olimpici invernali di Pechino 2022, dopo aver pronunciato il giuramento olimpico durante la cerimonia di apertura, è stato 46º nella 50 km, 30º nella sprint, 13º nella sprint a squadre e 13º nella staffetta; il successivo 3 marzo ha conquistato il primo podio in Coppa del Mondo nella sprint di Drammen (2º). Ai Mondiali di Trondheim 2025 si è classificato 17º nella sprint, 74º nello skiathlon e 12º nella sprint a squadre.

## Palmarès

### Coppa del Mondo
- Miglior piazzamento in classifica generale: 36º nel 2022
- 1 podio (individuale):
  - 1 secondo posto